# Frankfurt Galaxy
|  | Aquest article tracta sobre el desaparegut equip de la NFL Europa. Si cerqueu el nou equip de futbol americà que juga a la Lliga Europea de Futbol, vegeu «Frankfurt Galaxy (ELF)». |

Els Frankfurt Galaxy van ser un club de futbol americà de la ciutat de Frankfurt (Alemanya).
El club va ser fundat l'any 1991 per a competir a la World League de futbol americà / National Football League Europe, essent membre fundador. Disputa els seus partits al Waldstadion, construït l'any 1925 i que fou remodelat l'any 2005, reanomenat Commerzbank-Arena. Disputà el primer partit de la història de la competició enfront dels London Monarchs al Waldstadion el 23 de març de 1991 i fou el primer club a anotar punts a la copetició. Ha guanyat la World Bowl quatre cops: 1995, 1999, 2003 i 2006. Frankfurt Universe és el successor de Frankfurt Galaxy.

## Palmarès[2][3]
- 4 títols de la World Bowl: 1995, 1999, 2003, 2006.
- 4 sot-campionats de la World Bowl: 1996, 1998, 2004, 2007.

## Entrenadors[3]
- Jack Elway (1991-1992)
- Ernie Stautner (1995-1997)
- Dick Curl (1998-2000)
- Doug Graber (2001-2003)
- Mike Jones (2004-2007)

## Jugadors destacats[2][3]
- Mario Bailey - WR (1995-2000)
- Jake Delhomme - QB (1999)
- Mark Dixon - G (1998)
- Patrick Gerigk - WR (1999)
- Werner Hippler - TE (1995, 1997-2000)
- Damon Huard - QB (1998)
- Lewis Kelly - T (2002)
- Ralf Kleinmann - K (1995-2000, 2003-2004)
- Martin Latka - RB (2004-2007)
- Frank Messmer - DL (1995-1997)
- Andy McCullough - WR (1999, 2001)
- Craig Ochs - QB (2006)
- Steve Pelluer - QB (1996-1997)
- Mike Perez - QB (1991-1992)
- Akili Smith - QB (2005-2007)
- Ingo Siebert - RB (1995-1998)
- Paul Spicer - DE (2001)
- James Taylor - CB (2005-2007)
- Pat Barnes - QB (1998-1999)
- J.T. O'Sullivan - QB (2007)